# Prosopographia Ptolemaica
La Prosopographia Ptolemaica es una obra de referencia prosopográfica, que era usada para registrar a todos los habitantes del Imperio Ptolemaico, que son conocidos por las fuentes antiguas. Para su estudio se está desarrollando en un proyecto de investigación a largo plazo en la Universidad Católica de Lovaina.
Los diez volúmenes lanzados hasta ahora han sido publicados en la serie Studia Hellenistica. El stock básico del trabajo de referencia son los primeros seis volúmenes, que aparecieron entre 1950 y 1968 y fueron desarrollados en gran parte por Willy Peremans y Edmond Van’t Dack. Las entradas están estructuradas de acuerdo con los campos de actividad de las personas contenidas, que a su vez se agrupan en volúmenes más grandes (administración civil, ejército, sacerdocio, agricultura, comercio y artesanía, corte real, etc) para formar los seis volúmenes. Las entradas individuales se ordenan alfabéticamente dentro de las categorías individuales. El Volumen 7 (publicado en 1975) ofrece un registro alfabético de nombres para todas las entradas en estos volúmenes. En los volúmenes 8 y 9, los suplementos y correcciones a los primeros tres volúmenes del trabajo completo se publicaron en 1975 y 1981.